# نورمان فيل
نورمان فيل (بالإنجليزية: Norman Fell)‏ مواليد 24 مارس 1924 في فيلادلفيا - الوفاة 14 ديسمبر 1998 في لوس أنجلوس، هو ممثل أمريكي بدأ مسيرته الفنية سنة 1955. هو من الفائزين بجائزة غولدن غلوب حيث فاز بجائزة غولدن غلوب لأفضل ممثل مساعد. درس في جامعة تمبل.

## الأعمال
- إنه عالم مجنون مجنون مجنون مجنون
- الخريج
- أبوة

## روابط خارجية
- نورمان فيل على موقع IMDb (الإنجليزية)
- نورمان فيل على موقع ألو سيني (الفرنسية)
- نورمان فيل على موقع تيرنر كلاسيك موفيز (الإنجليزية)
- نورمان فيل على موقع أول موفي (الإنجليزية)
- نورمان فيل على موقع قاعدة بيانات برودواي على الإنترنت (الإنجليزية)
- نورمان فيل على موقع قاعدة بيانات الأفلام السويدية (السويدية)
- نورمان فيل على موقع إن إن دي بي (الإنجليزية)
- نورمان فيل على موقع ديسكوغز (الإنجليزية)
- نورمان فيل على موقع قاعدة بيانات الفيلم (الإنجليزية)
- نورمان فيل على موقع كينوبويسك (الروسية)